# Linux Lite
Linux Lite — дистрибутив Linux рассчитанный на устаревшее оборудование.
Основан на Ubuntu и создан командой, руководимой Джерри Безенконом (Jerry Bezencon).
Целью Linux Lite является приобщение Windows-пользователей к Linux. Дистрибутив спроектирован простым и подходящим для новых пользователей Linux, которые хотят получить легкую и полноценную рабочую среду.
Последняя стабильная версия на данный момент: Linux Lite 7.4 (1 апреля 2025).

## Требования к аппаратуре

### Минимальные требования[4]
- Процессор: 1GHz
- Оперативная память: 768MB
- Разрешение экрана: VGA 1024x768
- Объём системного диска: 8GB

### Рекомендованные[5]
- Процессор: 1.5GHz+
- Оперативная память: 1024MB+
- Разрешение экрана: VGA, DVI или HDMI 1366x768+
- Объём системного диска: 20GB+

## Доступные программы
Linux Lite имеет следующие программы:
- Веб браузер - Chrome
- Почтовый клиент - Mozilla Thunderbird
- Офисный пакет - LibreOffice
- Проигрыватель медиа - VLC
- Редактор изображений - GIMP
- Система резервирования и восстановления - Timeshift
- Файловый менеджер - Thunar

Linux Lite предлагает следующее программное обеспечение, дополнительное для операционной системы:
- Chromium
- Dropbox
- Kodi
- Skype (только 64-битный)
- Spotify
- Steam
- TeamViewer
- Tor Browser
- VirtualBox

## История
Linux Lite началась в 2012 году с выпуска Linux Lite 1.0.0 под кодовым названием «Amethyst» на базе Ubuntu. Дистрибутив был первоначально разработан и предназначен для привлечения пользователей Windows к операционной системе на базе Linux. Идея заключалась в том, чтобы развеять мифы о том, что Linux трудно использовать.

## Выпуски
Linux Lite начался с числовой системы, состоящей из следующего: 1.0.0. «1» представляет собой базовый код от Ubuntu. «1» означает базу Ubuntu 12.04 LTS. Второе число «0» представляло промежуточный выпуск Ubuntu LTS, то есть «0» означало 12.04.1. Третье число «0» представляло собой любые точечные релизы после этого. Начиная с серии 2.x, третье число было отброшено, поскольку точечные версии не требовались.
| Версия         | Дата релиза     | Кодовое имя    | Дата прекращения поддержки | Основан на       |
| Будущие релизы | Будущие релизы  | Будущие релизы | Будущие релизы             | Будущие релизы   |
| Релизы         | Релизы          | Релизы         | Релизы                     | Релизы           |
| -------------- | --------------- | -------------- | -------------------------- | ---------------- |
| 6.4            | 31 марта 2023   | Fluorite       | Апрель 2027                | Ubuntu 22.04 LTS |
| 6.2            | 1 ноября 2022   | Fluorite       | Апрель 2027                | Ubuntu 22.04 LTS |
| 6.0            | 1 июня 2022     | Fluorite       | Апрель 2027                | Ubuntu 22.04 LTS |
| 5.8            | 1 февраля 2022  | Emerald        | Апрель 2025                | Ubuntu 20.04 LTS |
| 5.6            | 1 сентября 2021 | Emerald        | Апрель 2025                | Ubuntu 20.04 LTS |
| 5.4            | 1 апреля 2021   | Emerald        | Апрель 2025                | Ubuntu 20.04 LTS |
| 5.2            | 1 ноября 2020   | Emerald        | Апрель 2025                | Ubuntu 20.04 LTS |
| 5.0            | 1 июля 2020     | Emerald        | Апрель 2025                | Ubuntu 20.04 LTS |
| 4.8            | 14 января 2020  | Diamond        | Апрель 2023                | Ubuntu 18.04 LTS |
| 4.6            | 1 сентября 2019 | Diamond        | Апрель 2023                | Ubuntu 18.04 LTS |
| 4.4            | 1 апреля 2019   | Diamond        | Апрель 2023                | Ubuntu 18.04 LTS |
| 4.2            | 1 ноября 2018   | Diamond        | Апрель 2023                | Ubuntu 18.04 LTS |
| 4.0            | 1 июня 2018     | Diamond        | Апрель 2023                | Ubuntu 18.04 LTS |
| 3.8            | 1 февраля 2018  | Citrine        | Апрель 2021                | Ubuntu 16.04 LTS |
| 3.6            | 1 сентября 2017 | Citrine        | Апрель 2021                | Ubuntu 16.04 LTS |
| 3.4            | 1 апреля 2017   | Citrine        | Апрель 2021                | Ubuntu 16.04 LTS |
| 3.2            | 1 ноября 2016   | Citrine        | Апрель 2021                | Ubuntu 16.04 LTS |
| 3.0            | 1 июня 2016     | Citrine        | Апрель 2021                | Ubuntu 16.04 LTS |
| 2.8            | 1 февраля 2016  | Beryl          | Апрель 2019                | Ubuntu 14.04 LTS |
| 2.6            | 1 сентября 2015 | Beryl          | Апрель 2019                | Ubuntu 14.04 LTS |
| 2.4            | 1 апреля 2015   | Beryl          | Апрель 2019                | Ubuntu 14.04 LTS |
| 2.2            | 1 декабря 2014  | Beryl          | Апрель 2019                | Ubuntu 14.04 LTS |
| 2.0            | 1 июня 2014     | Beryl          | Апрель 2019                | Ubuntu 14.04 LTS |
| 1.0.8          | 17 января 2014  | Amethyst       | Апрель 2017                | Ubuntu 12.04 LTS |
| 1.0.6          | 24 июня 2013    | Amethyst       | Апрель 2017                | Ubuntu 12.04 LTS |
| 1.0.4          | 12 февраля 2013 | Amethyst       | Апрель 2017                | Ubuntu 12.04 LTS |
| 1.0.2          | 25 ноября 2012  | Amethyst       | Апрель 2017                | Ubuntu 12.04 LTS |
| 1.0            | 26 октября 2012 | Amethyst       | Апрель 2017                | Ubuntu 12.04 LTS |

## Программы, разработанные Linux Lite
- Lite Info: приложение, которое показывает аппаратную информацию компьютера и делится ею с сообществом[57].
- Lite Kernel: настраиваемое ядро Linux, созданное Linux Lite[источник не указан 2654 дня].
- Lite Manual: руководство пользователя, написанное, чтобы помочь пользователям управлять своим компьютером Linux Lite[58].
- Lite Software: предлагает дополнительное программное обеспечение для пользователей[59]
- Lite Themes: полный пакет, содержащий темы, систему, значок, шрифт и мышь[60].
- Lite Tweaks: утилита, позволяющая пользователям очищать и исправлять свою систему[61].
- Lite Upgrade: предоставляет пользователям возможность обновлять свою систему[источник не указан 2654 дня].
- Lite User Manager: добавление и удаление пользователей[62].
- Lite Welcome: диалоговое окно, которое появляется, когда пользовательский компьютер загружается в первый раз.

| - Обновление программного обеспечения - Список репозиториев |

| - Lite User Manager - Помощь - О программе |

## Галерея

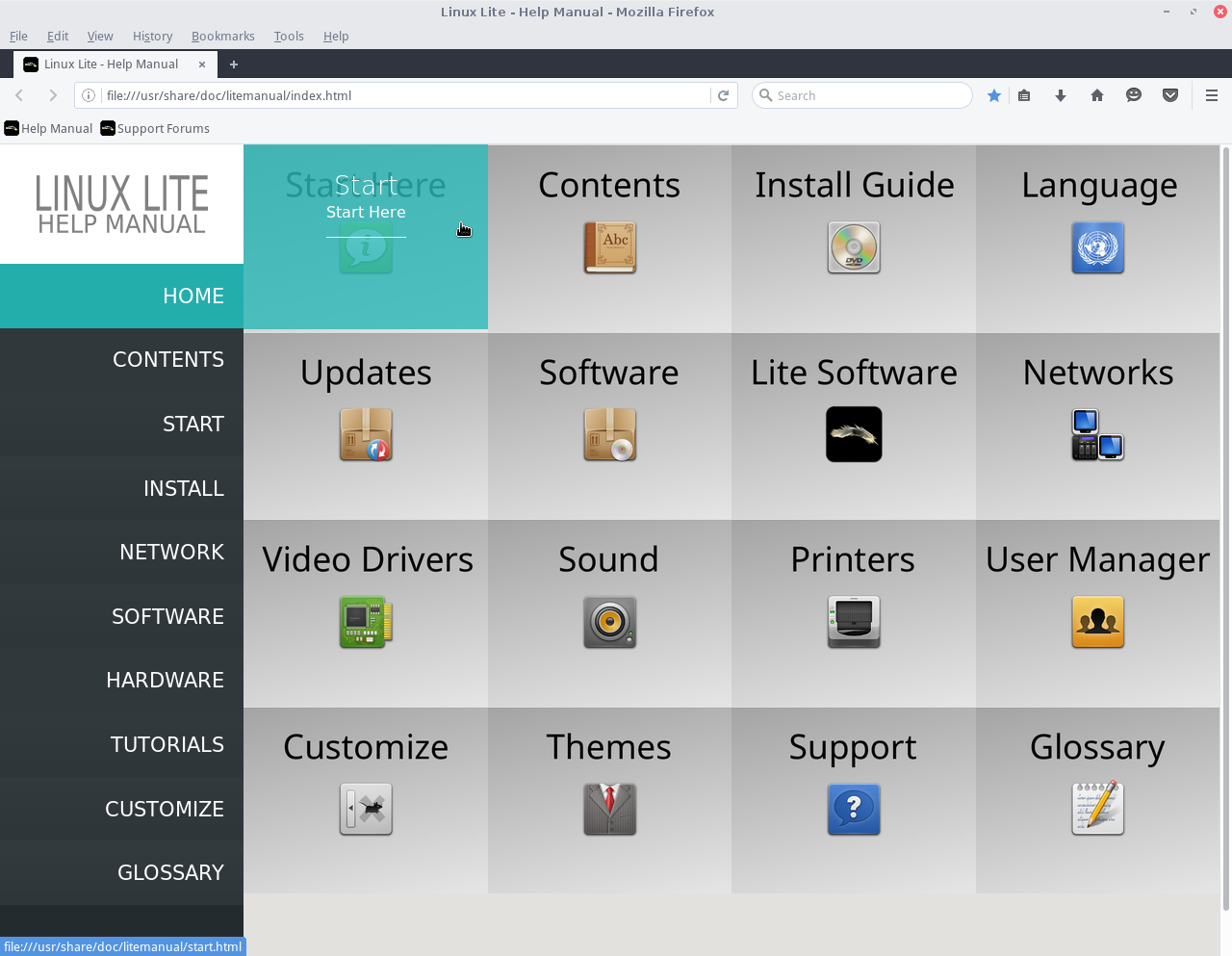
Lite Manual
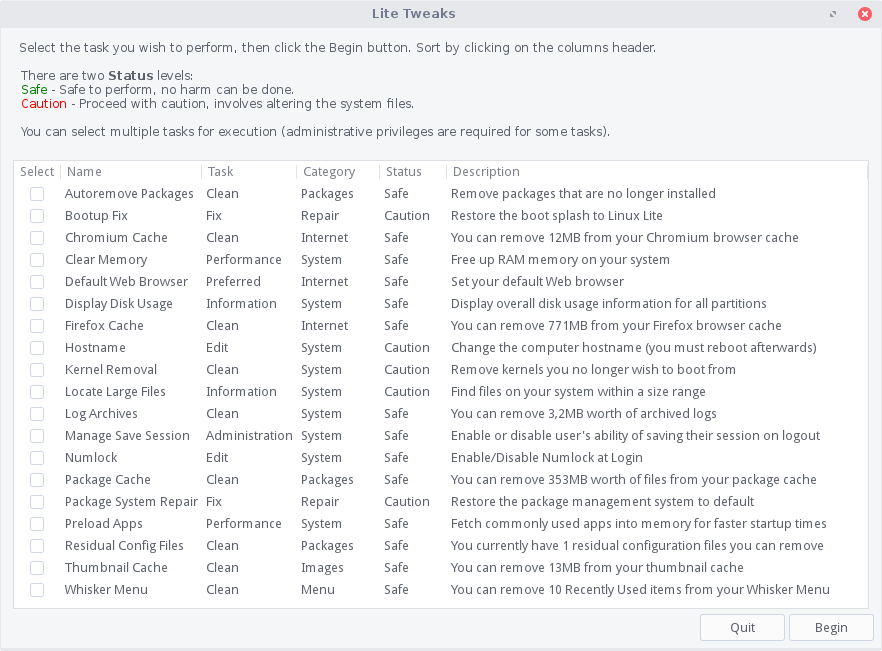
Lite Tweaks
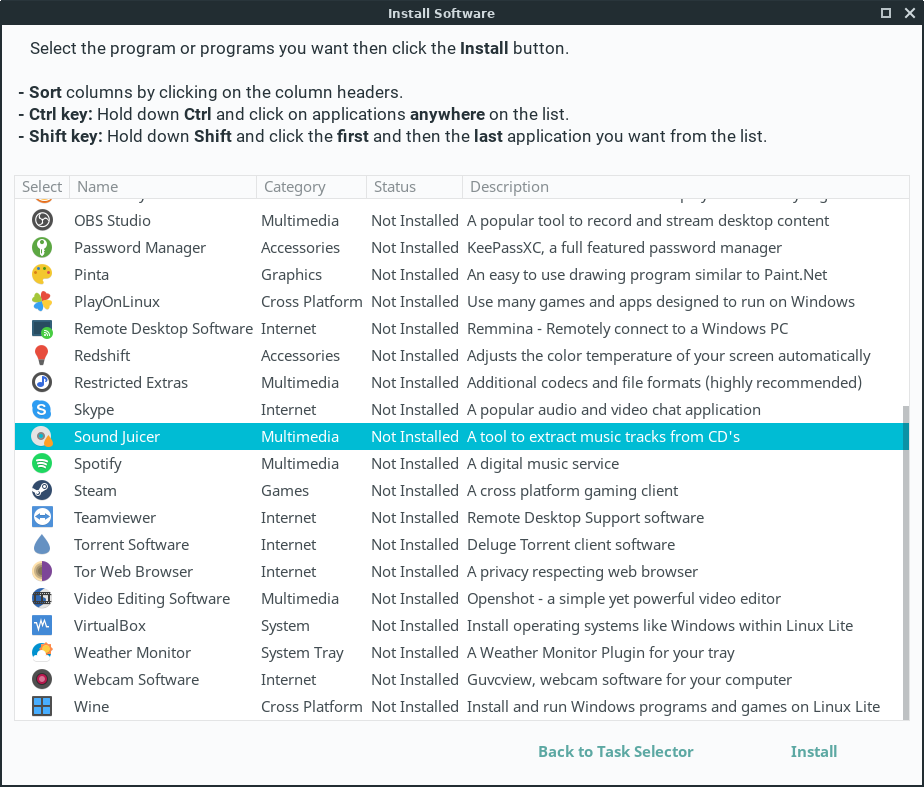
Lite Software
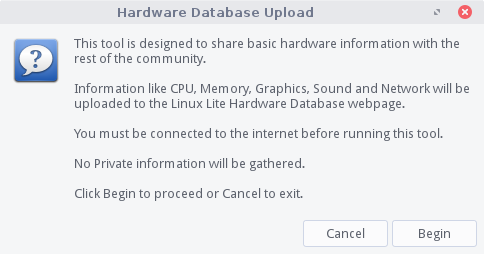
Lite Info